# Église Saint-Marc de Vaux-le-Bardoult
L'église Saint-Marc est une ancienne église catholique située à Monts-sur-Orne, en France.

## Localisation
L'église est située dans le département français de l'Orne, à Vaux-le-Bardoult, commune absorbée en 1839 par Montgaroult, elle-même devenue en 2018, commune déléguée au sein de la commune nouvelle de Monts-sur-Orne.

## Historique
Dédiée à saint Marc, l'église existerait depuis la fin du XIIIe siècle. Elle est rebâtie au XVIIIe siècle, les travaux sont inachevés quand survient la Révolution : le clocher ne sera finalement pas construit.
Désacralisée en 2004, le monument est pris en charge par la commune puis par la communauté de communes des Sources de l'Orne, pour en faire un centre culturel. Elle accueille ainsi des expositions et peut également servir de salle de concerts ou de conférences.

## Architecture
L'édifice est inscrit au titre des Monuments historiques depuis le 17 juillet 1972.